# Tsuda Nobuzumi
Tsuda Nobuzumi (津田 信澄?; 1549 – 19 ottobre 1570) fu un samurai giapponese del periodo Sengoku appartenente al clan Oda della provincia di Owari. Conosciuto anche come Oda Nobuzumi era figlio di Oda Nobuyuki e questo faceva Oda Nobunaga suo zio.
Nonostante il padre fosse stato ucciso su ordine di Nobunaga, Nobuzumi continuò a servire lo zio e gli fu assegnato il controllo del castello di Ōmizo nella provincia di Ōmi. Nel 1578 fu disclocato a Osaka e rimase li fino alla sua morte avvenuta quattro anni dopo. Accompagnò suo cugino Nobuo nel 1581 nell'invasione della provincia di Iga e l'anno successivo prese parte all'invasione dei territori del clan Takeda, questa volta al servizio di un altro cugino, Oda Nobutada. Stava per unirsi a Oda Nobutaka nell'invasione di Shikoku ma fu colpito dalla morte di Nobunaga a Honnō-ji nel giugno 1582. Poiché Nobuzumi aveva sposato una figlia di Akechi Mitsuhide, Nobutaka iniziò a dubitare della sua lealtà e quando si stavano preparando ad attaccare Mitsuhide Nobuzumi fu ucciso su ordine del cugino.